# Raouf Ben Aziza
Raouf Ben Aziza (bürgerlich: Abderraouf Ben Aziza, arabisch عبد الرؤوف بن عزيزة, DMG ʿAbd ar-Raʾūf b. ʿAzīza; * 23. September 1953 in Grombalia) ist ein ehemaliger tunesischer Fußballspieler. Er gehörte zum Kader der Nationalmannschaft Tunesiens bei der Fußball-Weltmeisterschaft 1978.

## Karriere

### Vereinskarriere
Raouf Ben Aziza begann seine fußballerische Laufbahn bei seinem Heimatverein Grombalia Sport, wo er gemeinsam mit seinem älteren Bruder Lamine Ben Aziza spielte. Mit 14 Jahren erhielt er dort seine erste Spielberechtigung. 1970 erreichten beide Brüder das Finale der Juniorenpokals, was ihre Bekanntheit steigerte und mehrere große Vereine auf sie aufmerksam machte.
Schließlich wechselten Raouf und Lamine gemeinsam zum tunesischen Erstligisten Étoile Sportive du Sahel, wo Raouf sich als wichtiger Stürmer etablierte und von 1970 bis 1979 aktiv war.
Im Sommer 1979 wechselte Raouf Ben Aziza gemeinsam mit seinem Nationalmannschaftskollegen Hammadi Agrebi zum saudischen Verein al-Nassr, wo er bis 1982 spielte.
Seine aktive Karriere beendete er beim tunesischen Klub CS Hammam-Lif, wo er erneut gemeinsam mit seinem Bruder Lamine spielte. Beide Brüder beendeten ihre Karriere im Jahr 1983.

### Nationalmannschaft
Sein Debüt in der Nationalmannschaft Tunesiens gab er am 13. August 1973 unter Trainer Ameur Hizem während des Palästina-Cups 1973, den Tunesien mit einem 4:0-Sieg im Finale gegen Syrien gewann. Bei diesem Turnier bestritt er zwei Spiele.
Trotz eines eher verhaltenen Starts wurde er später von André Nagy erneut berücksichtigt. Erst unter Trainer Abdelmajid Chetali etablierte er sich als Stammspieler und nahm unter anderem an den Mittelmeerspielen 1975, dem Afrika-Cup 1978 sowie der Weltmeisterschaft 1978 teil.
Bei der Weltmeisterschaft 1978 kam er in zwei Spielen zum Einsatz: beim 3:1-Sieg gegen Mexiko und dem 0:0-Unentschieden gegen die Nationalmannschaft Deutschlands.

## Erfolge

### Vereinserfolge
ES Sahel
- Tunesische Meisterschaft (1)
  - Meister: 1972
  - Vizemeister: 1973, 1976
- Tunesischer Pokalsieger (2)
  - Sieger: 1974, 1975
- Tunesischer Supercup (1)
  - Sieger: 1973
- Nordafrikanischer Pokal der Landesmeister (1)
  - Sieger: 1973
- Nordafrikanischer Pokal der Pokalsieger (1)
  - Sieger: 1975

al-Nassr
- Saudi Professional League
  - Meister: 1980, 1981

### Nationalmannschaft
- Palästina-Cup
  - Sieger: 1973
- Mittelmeerspiele
  - Finalist: 1971

### Auszeichnungen
- Torschützenkönig des Championnat de Tunisie
  - 1976, 1978
- Spieler der Saison
  - 1978

## Karrierestatistiken
Raouf Ben Aziza absolvierte in der tunesischen Meisterschaft 160 Spiele für den ESS und 34 Spiele für den CS Hammam-Lif. Dabei erzielte er 70 Tore für den ESS und 9 Tore für den CSHL.
Im tunesischen Pokal bestritt er 25 Spiele für den ESS und 5 Spiele für den CSHL. Er erzielte insgesamt 10 Tore für den ESS und 1 Tor für den CSHL. Unter anderem traf er im Finale der Saison 1974/75 gegen Makarem Mahdia (1:1).
In nordafrikanischen Wettbewerben spielte er fünfmal, davon zwei Spiele im Nordafrikanischen Pokal der Meister und drei im Nordafrika Pokal der Pokalsieger. Im Finale des Landesmeisterpokals 1973 erzielte er ein Tor beim 2:0-Endspielsieg gegen die Algerier des CR Belouizdad.
Für die Nationalmannschaft Tunesiens bestritt 43 Länderspiele und erzielte 7 Tore.

## Privates
Raouf Ben Aziza ist der Bruder von Lamine Ben Aziza. Die beiden spielten einen Großteil ihrer aktiven Laufbahn gemeinsam in derselben Mannschaft – Raouf als Stürmer, Lamine als Torhüter.